# Yaginumanis sexdentatus
Yaginumanis sexdentatus är en spindelart som först beskrevs av Takeo Yaginuma 1967.  Yaginumanis sexdentatus ingår i släktet Yaginumanis och familjen hoppspindlar. Inga underarter finns listade i Catalogue of Life.